# Ryszard Tadeusiewicz
Ryszard Tadeusiewicz (ur. 5 maja 1947 w Środzie Śląskiej) – polski automatyk i informatyk, profesor nauk technicznych, popularyzator nauki, trzykrotny rektor Akademii Górniczo-Hutniczej, członek rzeczywisty Polskiej Akademii Nauk i członek korespondent Polskiej Akademii Umiejętności.

## Życiorys
Ukończył I Liceum Ogólnokształcące im. Tadeusza Kościuszki w Myślenicach. Kształcił się na Wydziale Elektrotechniki Górniczej i Hutniczej AGH, studia ukończył z wyróżnieniem w 1971. Podjął także (ostatecznie nieukończone) studia na Wydziale Lekarskim Akademii Medycznej w Krakowie. Na AGH uzyskiwał kolejne stopnie naukowe w zakresie nauk technicznych: w 1975 doktora i w 1980 doktora habilitowanego. W 1986, w wieku 38 lat, otrzymał tytuł profesora nauk technicznych. Specjalizuje się w zagadnieniach z zakresu informatyki, automatyki i robotyki, biocybernetyki i inżynierii biomedycznej.
Od 1971 związany z Katedrą Automatyki AGH. Był kierownikiem Samodzielnej Pracowni Biocybernetyki (1974–1982), wicedyrektorem Instytutu Automatyki, Inżynierii Systemów i Telekomunikacji (1980–1988), kierownikiem Zakładu Biocybernetyki (1980–1992), a w 1997 objął stanowisko kierownika tej katedry. W 1991 na Akademii Górniczo-Hutniczej został powołany na stanowisko profesora zwyczajnego.
Został również wykładowcą innych krakowskich uczelni – jako prowadzący wykłady i seminaria magisterskie na Uniwersytecie Ekonomicznym, wykładowca WSP i AWF. Prowadził także różne zajęcia na Uniwersytecie Jagiellońskim i Akademii Sztuk Pięknych. Był również zapraszany z gościnnymi wykładami i seminariami do Politechniki Krakowskiej. Okresowo pracował w Akademii Medycznej w Krakowie jako profesor i kierownik Zakładu Biocybernetyki oraz Zakładu Biostatystyki i Informatyki Medycznej.
W 1996 objął stanowisko prorektora AGH ds. nauki. W 1998 został wybrany na stanowisko rektora tej uczelni. Reelekcję uzyskiwał w 1999 i w 2002, urzędowanie zakończył w 2005. Był w tym czasie m.in. członkiem prezydium Konferencji Rektorów Autonomicznych Szkół Polskich i przewodniczącym Konferencji Rektorów Polskich Uczelni Technicznych.
Promotor licznych rozpraw doktorskich (76 do października 2016), recenzent ponad 600 wniosków awansowych (rozpraw doktorskich, wniosków habilitacyjnych i wniosków profesorskich). Członek rzeczywisty Polskiej Akademii Nauk oraz członek korespondent Polskiej Akademii Umiejętności.
Od 2003 był członkiem Centralnej Komisji do spraw Stopni i Tytułów. Ustąpił z tej funkcji w 2015. Zbiegło się to z zarzutami o naruszenie etyki naukowej, podniesionymi przez Pawła Idziaka w opinii dotyczącej jednego z przewodów habilitacyjnych. Zarzuty te stały się potem przedmiotem publikacji w „Polityce” i „Forum Akademickim”. Ryszard Tadeusiewicz publicznie zaprzeczył zarzutom, treść publikacji prasowych nazwał „insynuacjami” i „pomówieniami”, stwierdzając, że nie miał szansy odnieść się do zarzutów na łamach tych mediów, czego wymagałaby zasada obiektywności dziennikarskiej. Zarzuty jako krzywdzące określił Jerzy Vetulani.
Uzyskiwał członkostwo w różnych organizacjach krajowych i zagranicznych, m.in. w Akademii Inżynierskiej w Polsce, Europejskiej Akademii Nauki, Sztuki i Literatury, Rosyjskiej Akademii Nauk Przyrodniczych, Polskim Towarzystwie Informatycznym (członek honorowy), radzie naukowej Collegium Invisibile. Został także członkiem Społecznego Komitetu Odnowy Zabytków Krakowa (SKOZK). Od 1990 do 1997 zasiadał w Komitecie Badań Naukowych I i II kadencji, a później także w radzie nauki w Ministerstwie Nauki i Szkolnictwa Wyższego. Wiceprezes Polskiego Stowarzyszenia Sztucznej Inteligencji oraz Polskiego Towarzystwa Sieci Neuronowych.

## Życie prywatne
Jego matka, Józefa z domu Kubiak, przed II wojną światową pracowała jako urzędniczka bankowa w Łodzi; zmarła, gdy Ryszard Tadeusiewicz miał 16 lat. Żonaty z Małgorzatą, absolwentką AGH. Mają córkę Joannę (ur. 1979), absolwentkę CM UJ, lekarza medycyny.

## Odznaczenia i wyróżnienia
Ordery i odznaczenia
- Krzyż Komandorski z Gwiazdą Orderu Odrodzenia Polski (2019)[17][18]
- Krzyż Komandorski Orderu Odrodzenia Polski (2004)[19]
- Krzyż Oficerski Orderu Odrodzenia Polski (1999)[20]

Doktoraty honoris causa
- Międzynarodowy Uniwersytet ANSTED – 2001
- Narodowy Uniwersytet Górniczy w Dniepropetrowsku – 2002
- Politechnika Częstochowska – 2002[21]
- Politechnika Wrocławska – 2002[22]
- Iwano-Frankiwski Narodowy Techniczny Uniwersytet Nafty i Gazu – 2003
- Uniwersytet Techniczny w Koszycach – 2005
- Politechnika Łódzka – 2005[23]
- Uniwersytet Zielonogórski – 2005[24]
- Politechnika Śląska w Gliwicach – 2005[25]
- Akademia Pedagogiczna w Krakowie – 2008
- Politechnika Lubelska – 2008[26]
- Uniwersytet Ekonomiczny w Krakowie – 2008
- Uniwersytet Rolniczy w Krakowie – 2015[27]
- Uniwersytet Technologiczno-Przyrodniczy im. Jana i Jędrzeja Śniadeckich w Bydgoszczy – 2020[28][29]

Nagrody i wyróżnienia
- Mistrz Mowy Polskiej (2002)
- Medal 70-lecia Polskiej Informatyki (2018)[30]
- Tytuł profesora honorowego Akademii Górniczo-Hutniczej (2024)[31]

## Publikacje
- Biocybernetyka. Zakład Narodowy im. Ossolińskich, Wrocław 1988. Seria: Cybernetyka.
- Sygnał mowy. Wydawnictwa Komunikacji i Łączności, Warszawa 1988. Seria: Problemy Elektroniki i Telekomunikacji.
- W stronę uśmiechniętych maszyn. Spacer pograniczem biologii i techniki. Alfa, Warszawa 1989. ISBN 83-7001-231-0.
- Problemy biocybernetyki. Państ. Wydaw. Naukowe, Warszawa 1991. ISBN 83-01-10090-7.
- Rozpoznawanie obrazów. Państ. Wydaw. Naukowe, Warszawa 1991. Seria: Problemy Współczesnej Nauki i Techniki. Informatyka.
- Sieci neuronowe. Akademicka Oficyna Wydawnicza RM, Warszawa 1993. Seria: Problemy Współczesnej Nauki i Techniki. Informatyka.
- Komputerowa analiza i przetwarzanie obrazów. Wydawnictwo Fundacji Postępu Telekomunikacji, Kraków 1997. Seria: Społeczeństwo Globalnej Informacji.
- Elementarne wprowadzenie do techniki sieci neuronowych z przykładowymi programami. Akademicka Oficyna Wydawnicza PLJ, Warszawa 1998. Seria: Problemy Współczesnej Nauki. Informatyka. ISBN 83-7101-400-7.
- Odkrywanie właściwości sieci neuronowych przy użyciu programów w języku C#. Polska Akademia Umiejętności, Kraków 2007. ISBN 978-83-60183-53-3.